# Ficus jacobii
Ficus jacobii là một loài thực vật có hoa trong họ Moraceae. Loài này được Vázq.Avila mô tả khoa học đầu tiên năm 1984.